# Nicolás Moreno (Fußballspieler)
Nicolás Moreno Negrete (* 23. Dezember 1923 oder 4. Juli 1928 in Puerto General San Martín; † 25. Februar 1996) war ein argentinischer Fußballspieler. Der Stürmer wurde 1958 chilenischer Meister.

## Karriere
Nicolás Moreno begann seine Profikarriere beim CA Banfield und wechselte 1952 nach Brasilien, wo er mit dem FC São Paulo 1953 die Staatsmeisterschaft von São Paulo gewinnen konnte. Ab Mitte der 1950er Jahre war der Angreifer in Chile für den CD Green Cross aktiv und wurde mit 27 Toren Torschützenkönig der Saison 1955. Nach seinem Wechsel zu den Santiago Wanderers gelang Moreno der Gewinn der chilenischen Meisterschaft 1958. Die Wanderers waren auch Morenos letzte Karrierestation.

## Erfolge
FC São Paulo
- Staatsmeister von São Paulo: 1953

Santiago Wanderers
- Chilenischer Meister: 1958

## Auszeichnungen
- Torschützenkönig der chilenischen Primera División: 1955